# Высокотравные прерии

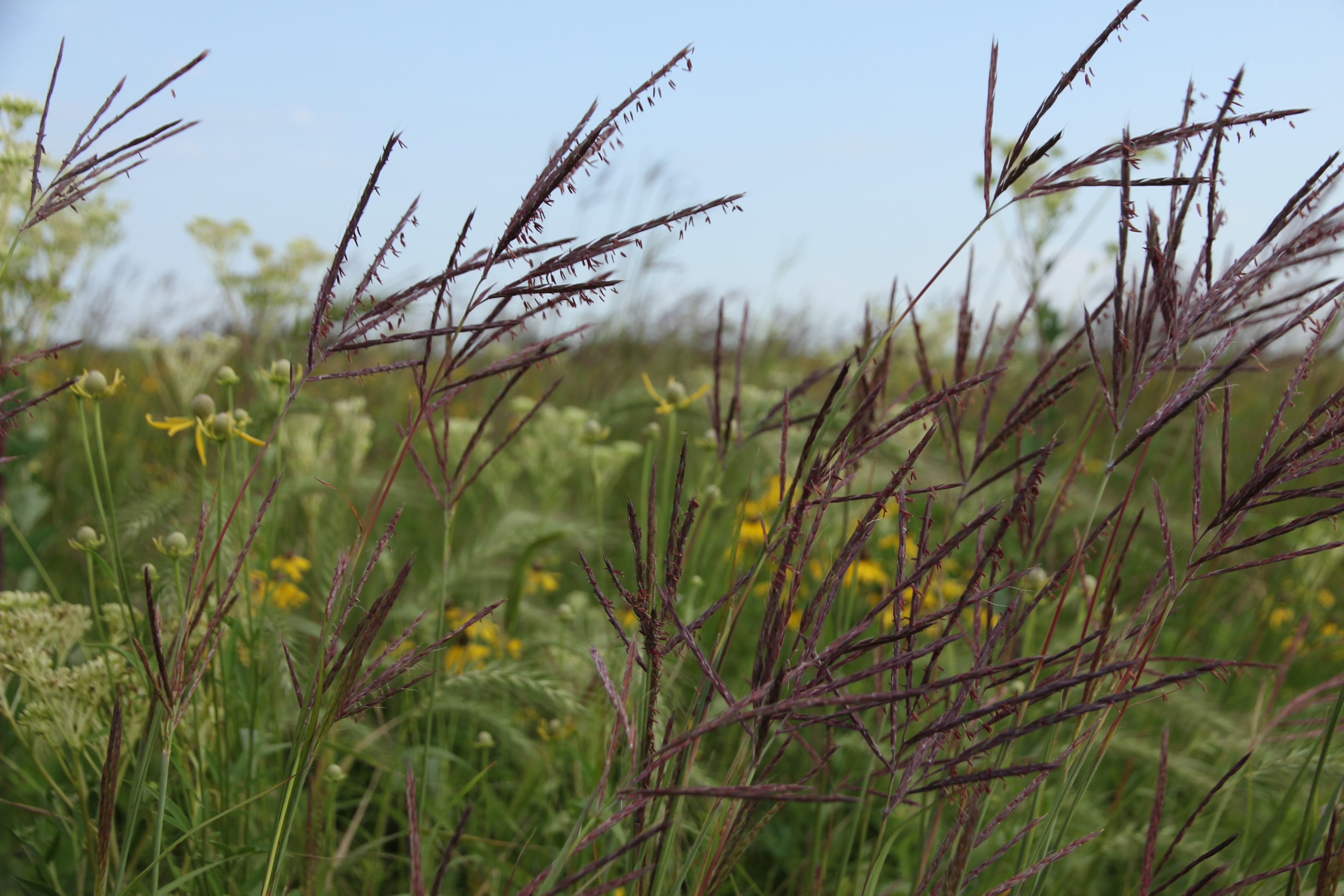
Цветущий бородач Жерара, характерное высокотравное растение прерий

Высокотравные прерии — экосистема, произрастающая в центральной части Северной Америки. Исторически сложилось так, что природные и антропогенные пожары, а также выпас скота (в первую очередь бизонов) вызывали периодические нарушения этих экосистем, ограничивая рост растений с древесными формами (сукцессию), перерабатывая питательные вещества почвы и способствуя распространению и прорастанию семян. До широкого использования стального плуга, который позволил широкомасштабно преобразовать земли в сельскохозяйственные угодья. Высокотравные прерии простирались по всему Среднему Западу Америки и небольшим частям юга центральной Канады, от переходных экотонов из восточных североамериканских лесов на запад до климатического порога по осадкам и почвам до южных пределов Флинт-Хиллз в Оклахоме, до перехода в лес в Манитобе.
Высокотравные прерии были характерны для экорегионов центрального перехода между лесами и лугами, центральных высокогорных лугов, верхнего перехода между лесами и саваннами Среднего Запада и северными высокогорными лугами. Они процветали в районах с богатыми лёссовыми почвами и умеренным количеством осадков около 700—900 мм в год. На востоке находились поддерживаемые огнем восточные саванны. На северо-востоке, где пожары были нечасты и основным источником беспокойства были периодические ветровалы, преобладали буково-кленовые леса. Напротив, низкотравные прерии были типичны на западе Великих равнин, где дожди выпадают реже, а почвы менее плодородны. Из-за обширного сельскохозяйственного использования земель осталось очень мало высокотравных прерий.

## История происхождения и гибели
Отступающие ледники отложили исходный материал для почвы в виде тиля, то есть несортированного осадка, около 10 000 лет назад. Сброшенный ветром лесс и органические вещества накапливались, в результате чего образовались глубокие уровни верхнего слоя почвы. Такие животные, как бизоны, лоси, олени и кролики, увеличивали концентрацию азота в почве через мочу и фекалии. Луговые собачки, вид белок, считающийся ключевым видом, рыли туннели, которые «аэрировали почву и направляли воду на несколько футов ниже поверхности». За период от 5000 до 8000 лет более 970000 км² лугов прерий были главной особенностью ландшафта. Между 1800 и 1930 годами подавляющее большинство было уничтожено. Поселенцы превратили то, что они назвали «Великой американской пустыней» или «Внутренним морем», в сельскохозяйственные угодья. Основными причинами упадка прерий были замкнутый характер выпаса европейского крупного рогатого скота по сравнению с бизонами, почти полное истребление луговых собачек, а также вспашка и обработка земли, которые нарушили корневую систему высокой травы и прервали воспроизводство. Кроме того, обширный плиточный дренаж изменил содержание воды в почве и гидродинамику, а продолжающаяся эрозия почвы приводит к её увеличивающейся потере.
Оценки того, насколько сохранились первоначальные высокотравные прерии, различаются: от менее 1 %, в основном, в «разрозненных остатках, найденных на пионерских кладбищах, в проектах реставрации, вдоль шоссе и железных дорог, а также на крутых обрывах высоко над реками» до 4 %.

## Экосистема
Высокотравные прерии способны поддерживать значительное биоразнообразие. Части экорегиона входят в «десятку лучших экорегионов для рептилий, птиц, бабочек и некоторых видов деревьев». Высокотравные виды встречаются в подлеске. Quercus marilandica, дуб звёздчатый (Quercus stellata) и гикори (Carya) встречаются в некоторых районах, но, как правило, с умеренной плотностью. Бизоны (Bison bison) были доминирующим видом.
Биом высокотравных прерий зависит от пожаров в прериях, формы лесного пожара, для его выживания и возобновления. Всходы деревьев и интрузивные чужеродные виды, не обладающие огнестойкостью, уничтожаются периодическими пожарами. Такие пожары могут быть либо устроены людьми (например, коренные американцы использовали костры, чтобы управлять бизонами и улучшать охоту, путешествия и видимость), либо естественным образом возникать из-за молнии.
Фекалии белохвостого оленя (Odocoileus virginianus) содержат питательные вещества, полезные для поддержания биоразнообразия растений в районе высокотравных прерий.

## Границы

Приблизительные типы прерий в США:
Низкотравные прерии
Смешанные прерии
Высокотравные прерии

Как следует из названия, наиболее очевидными особенностями высокотравных прерий являются высокие травы, такие как Sorghastrum nutans, Andropogon gerardi, Schizachyrium scoparium и Panicum virgatum, средняя высота которых составляет 1,5—2 м, с редкими стеблями высотой 2,5—3 м. Прерии также включают большой процент разнотравья, такого виды Amorpha, Silphium, Liatris, Helianthus, Aster и Symphyotrichum, эхинацеи (виды Echinacea и виды Rudbeckia) и многие другие виды.
Технически в прериях покрытие кронами деревьев составляет менее 5—11 % площади. Сообщество растений с преобладанием травы и 10-49 % древесного покрова представляет собой саванну.
После изобретения стального плуга Джоном Диром в 1833 эта плодородная почва стала одним из важнейших ресурсов Америки. Более 95 % первоначальных высокотравных прерий теперь занимают сельскохозяйственные угодья.

## Остатки

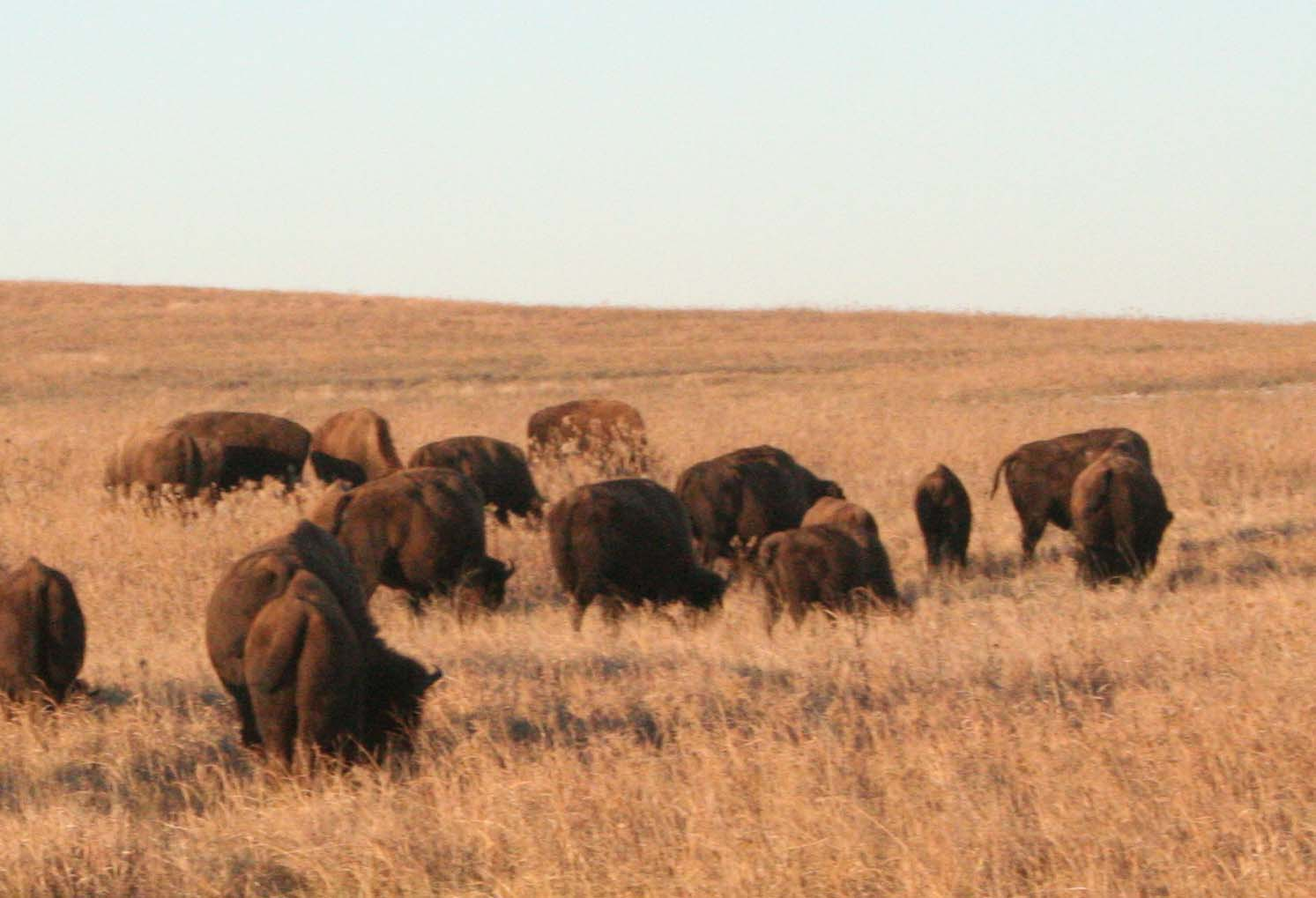
Бизоны пасутся на 158 км² природного заповедника Tallgrass Prairie в округе Осейдж, Оклахома

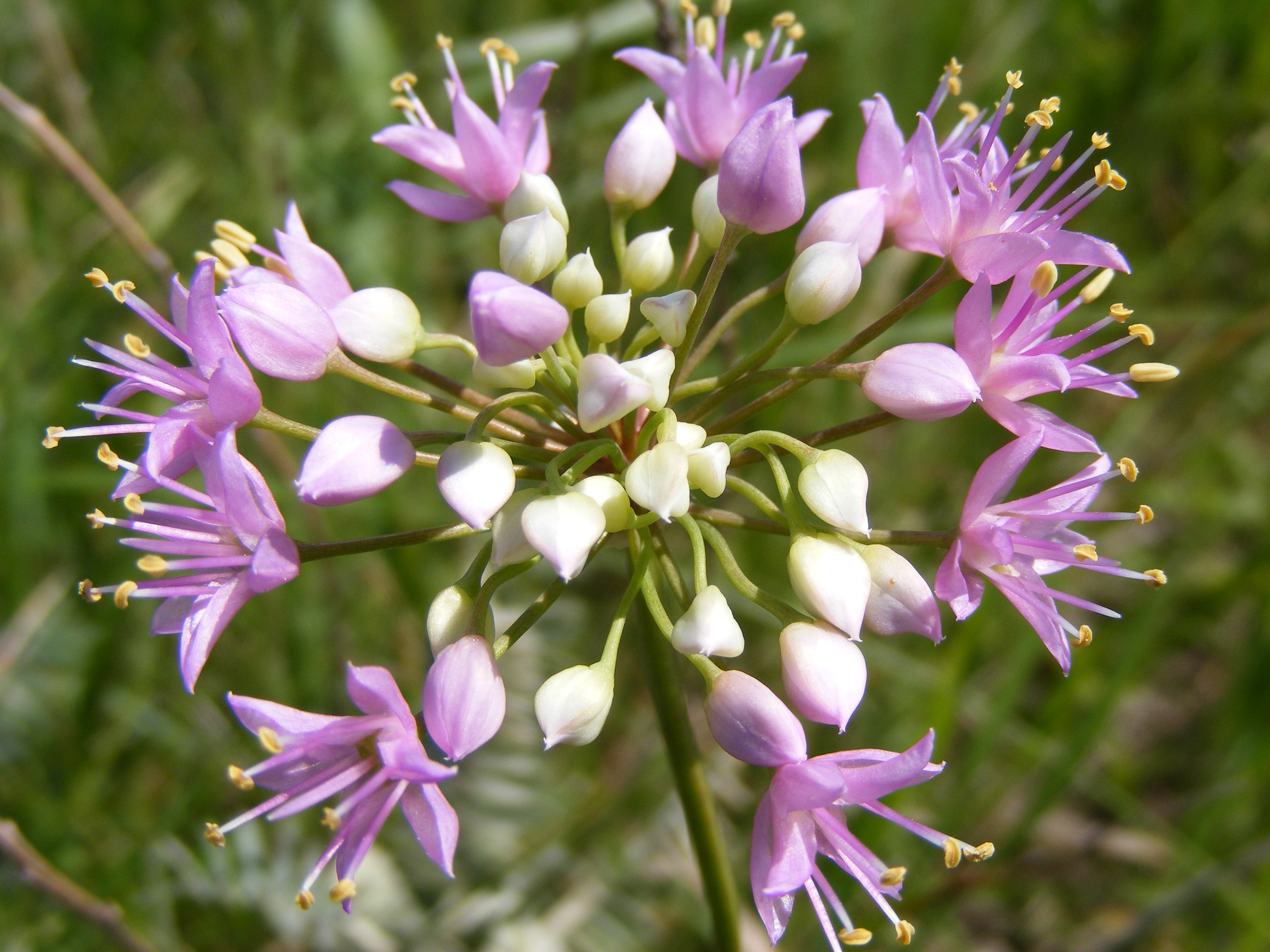
Allium stellatum цветет в высокотравных прериях округа управления водно- болотными угодьями Уобей в Южной Дакоте

Высокотравные прерии сохранились в районах, непригодных для вспашки: на каменистой холмистой местности Флинт-Хиллз, которая проходит с севера на юг через восточно-центральный Канзас; восточная окраина долины Ред-Ривер (парк Толлграсс-Аспен) в Манитобе и Миннесоте; Кото-де-Прери, простирающийся от Южной Дакоты через Миннесоту до Айовы; и крайняя северная часть Оклахомы. В Оклахоме высокотравные прерии содержались владельцами ранчо, которые считали высокую траву основным пастбищем для крупного рогатого скота.
Площадь Заповедника-Прерий составляет 158 км² в округе Осейдж, штат Оклахома, Национальный заповедник Таллграсс-Прери в штате Канзас — несколько меньший заповедник площадью 44,1 км². На их территориях принимается попытка сохранить эту экосистему в естественном виде. Они вновь заселили равнинных бизонов на бескрайние травяные просторы. Другие заповедники США включают Национальную прерию высокой травы Мидевина в Иллинойсе, заповедник Сломанный чайник и Национальный заповедник дикой природы Нила Смита в Айове, Прерию Конза в Канзасе и Государственный парк Прери в Миссури. В восточной части Северной Дакоты находится Шейеннское национальное пастбище, единственное национальное пастбище в высокотравных прериях. Кроме того, в округе Кук, штат Иллинойс, находится несколько небольших резерваций высокотравных прерий, в том числе Национальная природная достопримечательность Генсбург-Маркхэм-Прери. Остатки высокотравных прерий также можно найти среди природных заповедников в природном районе Хобарта, расположенном в Хобарте, штат Индиана, недалеко от Чикаго.
Первоначальная протяжённость высокотравных прерий в Канаде составляла 6 тыс. км² равнина в долине Ред-Ривер, к юго-западу от Виннипега в Манитобе. Хотя большая часть высокотравных прерий Манитобы была уничтожена в результате возделывания и расширения городов, сохранились относительно небольшие площади. Один из крупнейших участков оставшихся высокотравных прерий в Манитобе находится под охраной нескольких партнеров по охране природы в заповедной зоне под названием Tallgrass Aspen Parkland. Заповедник Tall Grass Prairie в Манитобе, который занимает небольшие части муниципалитетов Стюартберн и Эмерсон-Франклин, является частью парка Tallgrass Aspen. Этот заповедник содержит около 4000 га (9900 акров) высокотравных прерий, осиновых лесостепей и водно-болотных угодий.
Небольшой карман площадью менее 5 квадратных километров (1200 акров) высокотравных прерий остается в юго-западном углу Виндзора, Онтарио, охраняется парком Оджибвей и зоной естественного научного интереса Спринг-Гарден, а также взаимосвязанными парками: парком наследия Блэк-Оук, провинциальным природным заповедником прерий Оджибвей и высокой травой. Парк наследия прерий. За исключением провинциального природного заповедника, все они находятся в ведении городских парков и зон отдыха Виндзора.

## Восстановление
Считается родиной экологической реставрации, первой реставрацией высокотравных прерий была прерия Кертиса 1936 года в Дендрарии Университета Висконсин-Мэдисон. Дендрарий UW был центром исследований высокотравных прерий в первой половине 20-го века, с развитием близлежащих прерий Грин, хижины и фермы Альдо Леопольда и новаторскими методами, такими как предписанное сжигание. Во второй половине 20-го века наблюдался рост восстановления высокотравных прерий за пределами Висконсина с проектами в Иллинойсе, такими как Колледж Нокс, Колледж ДюПейдж, Дендрарий Мортона и Национальная лаборатория Ферми. Эти крупные проекты восстановления высокотравья ознаменовали переход реставрации от отдельных исследований к широко распространенной практике. Усилия по восстановлению высокотравных прерий получили широкое общественное признание в 1980-х годах, чему способствовала публикация благодарственной книги Джона Мэдсона «Где началось небо: Земля высокотравных прерий» (1982). Некоммерческие организации по всему бывшему региону высокотравных прерий начали резервировать или восстанавливать небольшие остатки родных прерий. Например, Ассоциация туземных прерий Техаса была основана в 1986 году для обнаружения, восстановления и защиты прерий в Техасе; группа в настоящее время защищает около 2780 акров (11,2502608532 км2) техасских прерий.
Национальная высокотравная прерия Мидевина, основанная в 1996 году недалеко от Элвуда, штат Иллинойс, по состоянию на 2006 год была крупнейшей территорией восстановления высокотравных прерий в Соединенных Штатах. В Миннесоте в 2004 году был основан национальный заповедник дикой природы Глейши-Ридж. Ядром убежища является сохранившаяся территория 5000-акров (20 км2) остатки высокотравных прерий и ещё 30 000 акров (121 км2) либо находятся в процессе восстановления, либо будут восстановлены в ближайшее время. По данным The Nature Conservancy, на данный момент восстановлено 100 водно-болотных угодий и 8000 акров (32 км2) земли были засеяны местными видами растений.
О восстановлении высокотравных прерий опубликовано несколько книг, в том числе:
- The Tallgrass Restoration Handbook: For Prairies, Savannas, and Woodlands / Packard ; Mutel. — Island Press, 1997.
- Kurtz, Carl. A Practical Guide to Prairie Reconstruction. — University of Iowa Press, 2001.
- Helzer, Chris. The Ecology and Management of Prairies in the Central United States. — University of Iowa Press, 2009.
- Smith, Daryl. The Tallgrass Prairie Center Guide to Prairie Restoration in the Upper Midwest / Daryl Smith, Dave Williams, Greg Houseal … [и др.]. — University of Iowa Press, 2010.